# Kevin Stewart
Kevin Linford Stewart (Enfield, 7 september 1993) is een Engels voetballer die bij voorkeur als defensieve middenvelder speelt. Hij tekende in 2014 bij Liverpool.

## Clubcarrière
Stewart is afkomstig uit de jeugdacademie van Tottenham Hotspur. The Spurs verhuurden hem in 2013 aan Crewe Alexandra. In 2014 maakte hij de overstap naar Liverpool. Die club verhuurde de verdedigende middenvelder aan Cheltenham Town, Burton Albion en Swindon Town. In januari 2016 werd hij teruggeroepen door Liverpool. Op 8 januari 2016 debuteerde hij voor Liverpool in de FA Cup tegen Exeter City. Stewart speelde de volledige wedstrijd (3–3 gelijkspel). Twaalf dagen later mocht hij in de replay opnieuw de volledige wedstrijd meedoen (3–0 winst).